# 马尔可夫毯

贝叶斯网络中，节点A的马尔可夫边界包括其父节点、子节点及所有子节点的其他父节点。

统计学和机器学习中，想用一组变量推断一个随机变量时，通常子集就够了，其他变量都是无用的。这种包含所有有效信息的子集就称作马尔可夫毯（Markov blanket）。若马尔可夫毯是最小的，即放弃任何变量都会损失信息，就称之为马尔可夫边界（Markov boundary）。识别马尔可夫毯和马尔可夫边界有助于提取有用特征。这两个术语是朱迪亚·珀尔 (1988)创造的。马尔可夫毯可视作是多个马尔科夫链组成的。

## 马尔可夫毯
随机变量集{\displaystyle {\mathcal {S}}=\{X_{1},\ldots ,X_{n}\}}中随机变量Y的马尔可夫毯是{\displaystyle {\mathcal {S}}}的任意子集{\displaystyle {\mathcal {S}}_{1}}，条件是其他变量与Y相互独立：
{\displaystyle Y\perp \!\!\!\perp {\mathcal {S}}\backslash {\mathcal {S}}_{1}\mid {\mathcal {S}}_{1}.}
即，{\displaystyle {\mathcal {S}}_{1}}至少包含推断Y所需的全部信息，其中{\displaystyle {\mathcal {S}}\backslash {\mathcal {S}}_{1}}中的变量是冗余的。
一般来说，给定的马尔可夫毯不唯一。{\displaystyle {\mathcal {S}}}中任何包含马尔可夫毯的集合本身也是马尔可夫毯。 具体说，{\displaystyle {\mathcal {S}}}是{\displaystyle {\mathcal {S}}}中Y的马尔可夫毯。

## 马尔可夫边界
{\displaystyle {\mathcal {S}}}中Y的马尔可夫边界是{\displaystyle {\mathcal {S}}}的子集{\displaystyle {\mathcal {S}}_{2}}，使得{\displaystyle {\mathcal {S}}_{2}}本身是Y的马尔可夫毯，但{\displaystyle {\mathcal {S}}_{2}}的真子集都不是Y的马尔可夫毯。也就是说，马尔可夫边界是最小马尔可夫毯。
贝叶斯网络中节点A的马尔可夫边界是由A的父节点、子节点与子节点的其他父节点构成的节点集。马尔可夫网络中，节点的马尔可夫边界是其邻节点集合。依赖网络中，节点的马尔可夫边界是其父节点的集合。

### 马尔可夫边界的唯一性
马尔可夫边界总存在。某些较温和的条件下，马尔可夫边界是唯一的。但对大多数情形，多个马尔可夫边界可能会提供不同的解。存在多个马尔可夫边界时，测量因果效应的数量可能失效。